# 划船人的午宴
《划船人的午宴》（Le Déjeuner des canotiers）是一幅由法國印象派畫家皮埃尔-奥古斯特·雷诺阿於1881年創作的畫作。該作品於1882年在第七屆印象派畫展中展出，並被三位評論家評為當屆展覽中最出色的畫作。
這幅畫最初由藝術贊助商兼畫商保羅·杜朗-呂厄爾自雷諾瓦手中購入，之後在1923年由美國實業家兼藝術收藏家鄧肯·菲利普斯（Duncan Phillips）以12萬5千美元的價格，從杜朗-呂厄爾的兒子手中購得。菲利普斯為了得到這幅畫，曾花費十年之久持續追求。
目前，此作收藏於美國華盛頓哥倫比亞特區的菲利普美術館。

## 描述
這幅畫融合了人物畫、靜物畫與風景畫的元素，描繪了一群雷諾瓦的朋友在法國沙图塞納河畔的富爾內斯之家餐廳陽台上悠閒聚會的情景。畫中右下角坐著的是畫家與藝術贊助人古斯塔夫·卡耶博特。雷諾瓦的未婚妻阿琳·夏里戈則位於畫面前景；她替代一位原本坐在該處的女性模特，因該名模特讓雷諾瓦感到不悅而遭替換。 餐桌上擺放著水果與葡萄酒。
欄杆的斜線構成了畫面的構圖軸線，將畫面分為兩部分：一邊密集地排列著人物，另一側則幾乎空曠，只有兩位人物存在，他們是店主的女兒露易絲-阿爾方辛·富爾內斯（Louise-Alphonsine Fournaise）與其兄阿爾封斯·富爾內斯二世（Alphonse Fournaise, Jr.）——這種強烈對比使他們的形象更為突出。在這幅畫中，雷諾瓦捕捉了大量的光線。畫面主要的光源來自陽台左側的開口處，位於一位身穿背心戴帽子的男子旁。畫面前景兩位男子的背心與桌布相互呼應，反射光線，進而將光線延伸至整幅畫中。
這幅畫被認為展現了義大利文藝復興時期畫家保罗·委罗内塞對雷諾瓦風格的影響，特別是委羅內塞於1563年創作的《迦拿的婚禮》，該畫作為雷諾瓦在羅浮宮最喜愛的委羅內塞作品之一，主題與《划船人的午宴》相似，皆描繪宴會場景。

### 畫中人物
如同他在許多作品中的做法，雷諾瓦在《划船人的午宴》中也描繪了數位摯友。 這些人物的身分於1912年由藝術評論家尤利烏斯·邁爾-格拉費加以辨識。 其中包括以下人士：
阿琳·夏里戈坐在畫面左下角，懷中抱著一隻猴犬。業餘藝術史學家、收藏家與《法國美術雜誌》編輯查爾斯·艾弗魯西戴著高頂帽出現在畫面後景。與他交談的年輕男子穿著棕色外套與帽子，可能是詩人、評論家兼秘書朱尔斯·拉福格。
女演員艾倫·安德烈坐在畫面中央，正舉杯飲酒。與她對坐的是拉烏爾·巴比耶男爵（Baron Raoul Barbier），他曾擔任法屬西貢的市長。畫面左側偏離聚會中心的兩人是店主的女兒露易絲-阿爾方辛·富爾內斯與其兄阿爾封斯·富爾內斯二世，兩人皆戴著傳統草帽。露易絲是倚靠欄杆微笑的女子，阿爾封斯則是畫面最左側人物，負責船隻租賃業務。
畫中亦有兩位戴草帽的男子，被認為是雷諾瓦的摯友——官僚歐仁·皮耶·萊斯特林傑（Eugène Pierre Lestringez）與藝術家保羅·洛特（Paul Lhote），他們在畫面右上角與女演員珍妮·薩瑪麗調情。
畫面右前景為古斯塔夫·卡耶博特，他身穿白色水手背心，戴扁平草帽，反坐在椅子上，身旁是女演員安傑爾·勒戈（Angèle Legault）與記者阿德里安·馬吉奧洛。卡耶博特身兼藝術贊助人、畫家與印象派圈內重要人物，他亦熱愛划船，並以此為題創作多幅作品。

### 實際場景位置
該畫描繪的實際場景位於富爾內斯之家餐廳。

## 評論
在1882年第七屆印象派畫展中，《划船人的午宴》獲得評論界普遍讚譽。《Le Pays》於1882年3月10日刊登了保羅·德·夏里（Paul de Charry）的評語：「這幅作品清新自由，卻不失端莊。」阿爾芒·西爾維斯特（Armand Silvestre）在1882年3月11日的《現代生活》（La Vie Moderne）中寫道：「……這是雷諾瓦最出色的作品之一……其中一些描繪極為出色，真正的繪畫——源自色彩對比而非線條構築的繪畫。這是獨立藝術家所謂叛逆藝術中最美麗的作品之一。」
不過，《费加罗报》於1882年3月2日刊出阿爾貝·沃爾夫（Albert Wolff）較具批判性的評論：「如果他懂得怎麼畫畫，雷諾瓦本可以創作出一幅非常漂亮的畫……。」

## 大眾文化中的再現
演員爱德华·罗宾逊曾說：「三十多年來，我定期造訪華盛頓的博物館，站在雷諾瓦的《划船人的午宴》前，一站就是幾小時，日復一日，心中謀劃著該怎麼偷走這件宏偉的傑作。」
1977年，尚-克勞德·梅齊耶與皮耶·克里斯坦所創作的科幻漫畫系列《星際特工第七冊《在虛假的地球上》的最終畫格，向此畫作致敬。
這幅畫在尚-皮爾·桑里執導電影《艾蜜莉的異想世界》中被多次引用。其中最明顯的對照是片中主角艾蜜莉與畫中間一位正舉杯卻目光呆滯的女子產生了象徵性連結，她彷彿在畫中也孤立於熱鬧之外。該畫作與艾蜜莉之間的關聯，也被呈現在2015年的音樂劇版本中，在歌曲〈The Girl with the Glass〉中有明確描繪。
雷諾瓦創作此畫的過程亦被美國作家蘇珊·弗瑞蘭於其2007年小說《划船人的午宴》中加以戲劇化描寫。

## 外部連結
- 《划船人的午宴》 在菲利普美術館的資料
- Essay on this painting from the book Beauty and Terror by Brian A. Oard
- Entry on this painting at Artble
- YouTube上的Brief History of the Painting - Video (1:37)